# Lịch Hội Thượng (thị trấn)
Lịch Hội Thượng là một thị trấn cũ thuộc huyện Trần Đề, tỉnh Sóc Trăng, Việt Nam.

## Địa lý
Thị trấn Lịch Hội Thượng nằm ở phía tây huyện Trần Đề, có vị trí địa lý:
- Phía đông giáp xã Lịch Hội Thượng và xã Trung Bình
- Phía tây giáp xã Liêu Tú
- Phía nam giáp xã Lịch Hội Thượng
- Phía bắc giáp xã Đại Ân 2.

Thị trấn Lịch Hội Thượng có diện tích 20,84 km², dân số năm 2022 là 17.976 người, mật độ dân số đạt 862 người/km².

## Hành chính
Thị trấn Lịch Hội Thượng được chia thành 5 ấp: Châu Thành, Giồng Giữa, Hội Trung, Phố Dưới B, Sóc Lèo B.

## Lịch sử
Dưới thời Việt Nam Cộng hòa, địa bàn thị trấn Lịch Hội Thượng hiện nay là nơi đặt quận lỵ quận Lịch Hội Thượng, tỉnh Ba Xuyên.
Sau năm 1975, quận Lịch Hội Thượng bị giải thể, địa bàn sáp nhập vào các huyện Long Phú và Mỹ Xuyên thuộc tỉnh Sóc Trăng. Lúc này, Lịch Hội Thượng chỉ còn là tên một xã thuộc huyện Long Phú.
Ngày 23 tháng 12 năm 2009, Chính phủ ban hành Nghị quyết số 64/NQ-CP về việc:
- Thành lập thị trấn Lịch Hội Thượng thuộc huyện Long Phú trên cơ sở điều chỉnh 2.078,80 ha diện tích tự nhiên và 13.231 người của xã Lịch Hội Thượng.
- Chuyển thị trấn Lịch Hội Thượng thuộc huyện Long Phú về huyện Trần Đề mới thành lập quản lý.